# タクシー業務適正化特別措置法
タクシー業務適正化特別措置法（タクシーぎょうむてきせいかとくべつそちほう、昭和45年5月19日法律第75号）は、タクシー運転者の登録等、タクシー業務適正化事業、タクシー業務の特別規制等に関する日本の法律である。制定当初には「タクシー業務適正化臨時措置法」と称していた。
1970年5月19日に公布された。施行は1970年（昭和45年）5月19日、主務官庁は国土交通省である。目的は、指定地域において、タクシーの運転者の登録を実施し、特定指定地域において、タクシー業務適正化事業の実施を促進すること等の措置を定めることにより、タクシー事業の業務の適正化を図り、もって輸送の安全および利用者の利便の確保に資することにある。

## 沿革
昭和40年代半ば、高度経済成長に伴う都市人口の増加は、企業活動の活発化と相まって都市交通需要の急激な増加となってあらわれ、都市交通に関して種種の問題を惹起していた。中でもタクシーはその機動性、迅速性、随時性等が近代的経済活動の要求に合致しており、さらに所得水準の向上に伴いタクシー利用者層が拡大し、東京等の大都市に於けるタクシー輸送にあっては乗車拒否をはじめとする違法行為が頻発し、そのサービスの低下が社会的問題となっていた。
このため、運輸省では昭和44年（1969年）6月に「大都市におけるタクシーサービスの改善対策」を策定し、諸種の施策を実施したが、さらにタクシーの運転者の確保が困難であるためタクシーの輸送力が需要量に対し著しく不足しており、かつ、乗車拒否等の違反行為が頻繁に行われる等タクシー事業の業務が適正に行なわれていないと認められる地域においてタクシー業務の適正化を図るためには、当分の間法律により悪質運転者を排除する等の必要があると判断し、第63回国会に本法案を提出した。
本法は、1970年（昭和45年）5月19日に公布即施行され、東京、大阪において、タクシー近代化センターにより法人タクシー運転者の登録やタクシー業務適正化事業を行わせることとした。
その後、2000年（平成12年）の道路運送法改正によりタクシー事業の需給調整規制が廃止され、参入が免許制から許可制となるにあたって、引き続き運転者の質の確保及び事業の適正化を図るため、同年5月26日にタクシー業務適正化特別措置法として恒久化され、2002年（平成14年）2月1日より施行された。

## 概要
国土交通大臣は、タクシー運転者の登録を行い、登録にあたっては道路運送法に定める要件を備えていない場合等にはこれを拒否することとし、乗車拒否等違反行為をした運転者の登録を取り消し、2年以内の登録禁止期間を設ける等の措置をとることができることしている。この場合において指定地域内のタクシー事業者は、タクシーに登録運転者以外の者を乗務させてはならないこととするとともに、登録運転者を乗務させる場合には登録タクシー運転者証を表示しておかなければならないこととしている。2017年9月30日以前は、政令で指定する地域のみ適用があったが改正で全国について登録が必要となった。
「タクシーによる運送の引受けが専ら営業所以外の場所において行われており、かつ、道路運送法第27条第1項の規定に違反する適切な勤務時間又は乗務時間によらない勤務又は乗務、同法第13条の規定に違反する運送の引受けの拒絶その他の輸送の安全及び利用者の利便を確保することが困難となるおそれがある行為の状況に照らして、タクシー事業の業務の適正化を図る必要があると認められる地域」を国土交通大臣が告示で指定し（第2条の2第1項及び第3項）することができる。指定地域においては、登録を行う場合に講習受講に加えて試験合格が必要である。
タクシー運転者登録の事務は、国の登録を受けた全国の登録実施機関で実施される。

## 指定地域等

### 指定地域
第2条の2第1項により指定されている地域、以下の13地域とされている。
| 名称         | 指定登録機関                                   | 地域 |
| ------------ | ---------------------------------------------- | --- |
| 札幌地域     | 一般社団法人 札幌ハイヤー協会                  | 北海道の区域のうち、札幌市、江別市、北広島市及び石狩市（厚田区及び浜益区を除く。）の区域 |
| 仙台地域     | 一般社団法人 宮城県タクシー協会 仙台地区総支部 | 宮城県の区域のうち、仙台市の区域 |
| さいたま地域 | 埼玉県タクシー協会                             | 埼玉県の区域のうち、さいたま市、川口市、鴻巣市、上尾市、蕨市、戸田市、鳩ヶ谷市、桶川市、北本市及び北足立郡の区域 |
| 千葉地域     | 千葉県タクシー運転者登録センター               | 千葉県の区域のうち、千葉市、市川市、船橋市、松戸市、野田市、習志野市、柏市、流山市、八千代市、我孫子市、鎌ケ谷市、浦安市及び四街道市の区域 |
| 東京地域     | 公益財団法人 東京タクシーセンター              | 東京都の区域のうち、特別区、武蔵野市及び三鷹市の区域 |
| 横浜地域     | 一般財団法人 神奈川タクシーセンター            | 神奈川県の区域のうち、横浜市、川崎市、横須賀市及び三浦市の区域 |
| 名古屋地域   | 名古屋タクシー協会                             | 愛知県の区域のうち、名古屋市、瀬戸市、津島市、尾張旭市、豊明市、日進市、愛西市、清須市、北名古屋市、弥富市、愛知郡、西春日井郡及び海部郡の区域 |
| 京都地域     | 京都タクシー業務センター                       | 京都府の区域のうち、京都市（右京区京北を除く。）、宇治市、城陽市、向日市、長岡京市、八幡市、京田辺市、木津川市、乙訓郡、久世郡、綴喜郡及び相楽郡の区域 |
| 大阪地域     | 公益財団法人 大阪タクシーセンター              | 大阪府の区域のうち、大阪市、堺市（美原区を除く。）、豊中市、池田市、吹田市、泉大津市、高槻市、守口市、茨木市、八尾市、和泉市、箕面市、門真市、摂津市、高石市、東大阪市、三島郡及び泉北郡の区域 |
| 神戸地域     | 兵庫県タクシーサービスセンター                 | 兵庫県の区域のうち、神戸市、尼崎市、明石市、西宮市、芦屋市、伊丹市、宝塚市、川西市及び川辺郡の区域 |
| 広島地域     | 広島県タクシー運転手登録センター               | 広島県の区域のうち、広島市（佐伯区（湯来町及び杉並台に限る。）を除く。）、廿日市市（玖島、永原、峠、友田、河津原、渡瀬、津田、浅原、虫所山、飯山、中道、栗栖、吉和、大野、宮島口一丁目から四丁目まで、宮島口東一丁目から三丁目まで、宮島口西一丁目から三丁目まで、宮島口上一丁目及び二丁目、福面一丁目から三丁目まで、対厳山一丁目から三丁目まで、深江一丁目から三丁目まで、前空一丁目から六丁目まで、物見東一丁目及び二丁目、物見西一丁目から 三丁目まで、上の浜一丁目及び二丁目、下の浜、大野一丁目及び二丁目、大野中央一丁目から五丁目まで、大野原一丁目から四丁目まで、梅原一丁目及び二丁目、塩屋一丁目及び二丁目、沖塩屋一丁目から四丁目まで、林が原一丁目及び二丁目、丸石一丁目から五丁目まで、宮浜温泉一丁目から三丁目まで、八坂一丁目 及び二丁目並びに宮島町を除く。）及び安芸郡の区域 |
| 北九州地域   | 一般社団法人 北九州タクシー協会                | 福岡県の区域のうち、北九州市、中間市及び遠賀郡の区域 |
| 福岡地域     | 一般社団法人 福岡市タクシー協会                | 福岡県の区域のうち、福岡市、筑紫野市、春日市、大野城市、太宰府市、前原市、古賀市、筑紫郡、糟屋郡及び糸島郡の区域 |

### 特定指定地域
国土交通大臣は指定地域のうち、特に利用者の利便を確保する観点からタクシー事業の業務の適正化を図る必要があると認められる地域を、特定指定地域として指定することができる(第2条の3）。特定指定地域地域においては、街頭指導、研修、苦情処理、タクシー乗場及びタクシー運転者の共同休憩施設の設置運営等一定の業務を行う財団法人を指定して、これらの業務の遂行に必要な経費を当該地域内のタクシー事業者から負担金として徴収させている。
現在特定指定地域は、東京、横浜、大阪である。